# قائمة طائرات القوات الجوية الإيرانية
قائمة طائرات القوات الجوية الإيرانية تتناول الأنواع المختلفة من الطائرات العسكرية التي شغّلتها القوات الجوية الإيرانية عبر تاريخها، دون احتساب الطائرات التابعة لـقوة الجوفضاء التابعة للحرس الثوري الإيراني. تضم القائمة أيضًا الطائرات التي كانت في خدمة طيران جيش إيران الإمبراطوري قبل تأسيس القوات الجوية كفرع عسكري مستقل في أغسطس 1955.
شهدت القوات الجوية الإيرانية تغيّرات كبيرة منذ الثورة الإسلامية عام 1979، شملت تطوير قدراتها الجوية بشكل مستقل نتيجة العقوبات الدولية، واعتمادها على مزيج من الطائرات الغربية والشرقية، إلى جانب جهود محلية في التصنيع والصيانة. كما تشمل الخلفية التاريخية إعادة إيران في عام 2014 بعض الطائرات العسكرية العراقية التي لجأت إلى أراضيها خلال حرب الخليج عام 1991.

## الطائرات القتالية

### مقاتلات التفوق الجوي
| الطائرة              | بلد المنشأ       | النوع                      | الإصدارات                     | العدد | سنوات الخدمة  | ملاحظات |
| -------------------- | ---------------- | -------------------------- | ----------------------------- | ----- | ------------- | --- |
| ميكويان ميج-29       | روسيا            | مقاتلة متعددة المهام تدريب | ميج-29 (9.12B) ميكويان ميج-29 | 30    | 1991          | جرى تسليم 24 طائرة ميغ-29 في عام 1990. كما استحوذت إيران على عدد من طائرات ميغ-29 العراقية التي فرت إليها عام 1991، بما في ذلك طائرة واحدة من طراز ميغ-29UB. العدد الحالي للطائرات في الخدمة غير معروف. ووفقًا لوسائل إعلام روسية، خضعت نحو 30 طائرة ميغ-29 لعمليات تحديث، منها 24 من طراز 9.12B و6 من طراز 9.51UB، ويمكن الآن تسليحها بصواريخ "نصر-1" المضادة للسفن. في عام 2018، تحطمت طائرة ميغ-29 نتيجة عطل فني.[بحاجة لمصدر] |
| غرومان إف-14 توم كات | الولايات المتحدة | معترضة                     | إف-14                         | 40    | 1974–حتى الآن | طُلب 80 طائرة، وتم تسليم 79 منها في الأصل. تُعد الطائرة الوحيدة التي تستخدم صواريخ "فينكس". في عام 2018، كان لدى إيران نحو 40 طائرة إف-14 عاملة، اثنتان منها جرى ترقيتهما إلى النسخة F-14AM. |

### مقاتلات داعمة
| الطائرة                            | بلد المنشأ       | النوع                | الإصدارات                             | العدد | سنوات الخدمة  | ملاحظات |
| ---------------------------------- | ---------------- | -------------------- | ------------------------------------- | ----- | ------------- | --- |
| صاعقة                              | إيران            | مقاتلة خفيفة         | صاعقة-1 / صاعقة-2                     | 12    | 2006–حتى الآن | يُقال إنها مطورة بشكل كبير ومصنّعة محليًا. |
| كوثر                               | إيران            | طائرة مقاتلة         | —                                     | 4     | 2018–حتى الآن | نسخة معاد تصميمها من إف-5. وصفها محللون غربيون بأنها غير فعالة كطائرة قتالية، لكنها مناسبة لتدريب جيل جديد من الطيارين. ووفقًا للإعلام الرسمي الإيراني، فإن الطائرة تتمتع بـ"إلكترونيات طيران متقدمة" ورادار متعدد المهام، وتم تصنيعها "محليًا بنسبة 100٪". كما أنها مزودة بشبكات بيانات رقمية، وقمرة قيادة زجاجية، وشاشة عرض أمامية (HUD)، وحواسيب باليستية، وأنظمة خرائط ذكية. |
| أذرخش                              | إيران            | مقاتلة خفيفة         | الجيل الأول (تشمل نسخة ثنائية المقعد) | 4     | 2015          | إعادة بناء لطائرة إف-5E. |
| تشنغدو جيه-7                       | الصين            | طائرة مقاتلة         | N / MB                                | 24    | 1991–حتى الآن | — |
| ميراج إف 1                         | فرنسا            | مقاتلة متعددة المهام | F1EQ / F1BQ                           | 23    | 1991–حتى الآن | استلمت إيران 24 طائرة من طراز F1BQ وF1EQ لجأت من العراق خلال حرب الخليج عام 1991. في يوليو 2001، أُسقطت إحدى طائرات F1BQ التابعة لقاعدة مشهد الجوية (TFB.14) على يد طالبان باستخدام صاروخ محمول (SA-16/18) أثناء عمليات ضد تهريب المخدرات قرب الحدود الأفغانية. |
| ماكدونل دوغلاس إف-4 فانتوم الثانية | الولايات المتحدة | مقاتلة-قاذفة         | F-4D / F-4E RF-4E                     | 63    | 1968–حتى الآن | طُلب 225 طائرة وتم تسليمها. في عام 2014، كان لا يزال هناك 60 طائرة من طراز F-4D/E و4 طائرات استطلاع RF-4E. منها 10 طائرات من طراز F-4D و50 من طراز F-4E. تخضع حاليًا لبرنامج تطوير يشمل رادار صيني الصنع وأنظمة تسليح جديدة مثل PL-5E وPL-11 وC-801. في أكتوبر 2013، اختُبر بنجاح صاروخ كروز "قادر" المضاد للسفن على إحدى طائرات F-4. فُقدت واحدة في يناير 2025.                   |
| نورثروب إف-5 تايغر الثانية         | الولايات المتحدة | مقاتلة خفيفة         | F-5E F-5F                             | 60    | 1974–حتى الآن | طُلبت 181 طائرة وتم تسليمها. في عام 2014، كان لا يزال هناك 60 طائرة من طراز F-5، منها نحو 16 طائرة تدريب ثنائية المقعد F-5F، و44 طائرة قاذفة F-5E. |

### الهجوم الأرضي
| الطائرة     | بلد المنشأ | النوع                                           | الإصدارات         | العدد | سنوات الخدمة  | ملاحظات |
| ----------- | ---------- | ----------------------------------------------- | ----------------- | ----- | ------------- | --- |
| سوخوي سو-24 | روسيا      | قاذفة / طائرة تزويد بالوقود جوًا (نظام "الرفيق") | Su-24MK           | 32    | 1991          | زُوّدت إيران بـ12 طائرة من روسيا عام 1991.بحاجة لمصدر نُقلت 24 طائرة عراقية إلى إيران خلال حرب الخليج عام 1991، ودُمجت في الخدمة لدى القوات الجوية الإيرانية. تحطمت ثلاث منها نتيجة خلل فني. بحلول يناير 2013، كانت هناك 30 طائرة Su-24MK في الخدمة. في سبتمبر 2011، اختبرت إيران صواريخ ذكية مضادة للرادار محلية الصنع على متن هذه الطائرات. |
| سوخوي سو-22 | روسيا      | مقاتلة-قاذفة                                    | Su-22M3 / Su-22M4 | 20    | 1991–حتى الآن | استلمت القوات الجوية الإيرانية 40 طائرة من طرازي Su-20/22 من العراق عام 1991. وبعد سنوات من عدم التشغيل، بدأت إيران في تحديثها عام 2013. في مارس 2015، نُقلت 10 طائرات Su-22 إلى القوات الجوية العربية السورية للمشاركة في الحرب الأهلية. في يوليو 2018، تمكّن خبراء فنيون إيرانيون من تحديث 10 طائرات Su-22 لتصبح قادرة على حمل قنابل ذكية، وإطلاق ذخائر موجهة بدقة، واستقبال بيانات من الطائرات بدون طيار، بالإضافة إلى تزويدها مستقبلاً بأنظمة لإطلاق صواريخ كروز جو-أرض بمدى 1500 كم. تُستخدم هذه الطائرات حاليًا من قبل قوات الجو التابعة للحرس الثوري الإيراني. |

## الاستطلاع والدوريات والحرب الإلكترونية

### دورية بحرية
| الطائرة            | بلد المنشأ       | النوع       | الإصدارات | العدد | سنوات الخدمة  | ملاحظات            |
| ------------------ | ---------------- | ----------- | --------- | ----- | ------------- | ------------------ |
| لوكهيد بي-3 أوريون | الولايات المتحدة | دورية بحرية | P-3F      | 3     | 1974–حتى الآن | 3 طائرات في الخدمة |

### النقل / الإنذار المبكر المحمول جوًا / الدوريات البحرية
| الطائرة      | بلد المنشأ       | النوع                          | الإصدارات     | العدد        | سنوات الخدمة  | ملاحظات                                                     |
| ------------ | ---------------- | ------------------------------ | ------------- | ------------ | ------------- | ----------------------------------------------------------- |
| إيران-140    | إيران            | نقل / إنذار مبكر / دورية بحرية | —             | 7بحاجة لمصدر | —             | في عام 2015، بدا أن المشروع قد تعرقل أو أُلغي.               |
| إليوشن إل-76 | الاتحاد السوفيتي | نقل / إنذار مبكر               | IL-76MD عدنان | 1بحاجة لمصدر | 1991–حتى الآن | تحطمت نسخة معدّلة للإنذار المبكر من طائرة Il-76 في عام 2009. |

## النقل والمساندة
| الطائرة                | بلد المنشأ       | النوع                                  | الإصدارات                 | العدد | سنوات الخدمة  | ملاحظات |
| ---------------------- | ---------------- | -------------------------------------- | ------------------------- | ----- | ------------- | --- |
| أنتونوف أن-74          | أوكرانيا         | نقل خفيف متعدد الأغراض                 | —                         | 12    | —             | جميعها تتبع لقوات الجو التابعة للحرس الثوري، وليس القوات الجوية النظامية.                                          |
| إليوشن إل-76           | روسيا            | نقل تكتيكي                             | —                         | 12    | —             | — |
| داسو فالكون 20         | فرنسا            | نقل شخصيات (VIP)                       | —                         | 3     | —             | — |
| داسو فالكون 50         | فرنسا            | نقل شخصيات (VIP)                       | —                         | 1     | —             | — |
| فوكر إف27 فريند شيب    | هولندا           | نقل تكتيكي وسحب أهداف                  | F27-400M F27-600          | 12    | 1972–حتى الآن | — |
| بيلاتوس بي سي-6        | سويسرا           | نقل خفيف متعدد الأغراض                 | —                         | 15    | —             | — |
| بوينغ 707              | الولايات المتحدة | نقل شخصيات نقل طائرة تزويد بالوقود جوًا | 707-368C 707-3J9C         | 1 2   | 1974–حتى الآن | طائرة واحدة للتزود بالوقود، وطائرتان للنقل.                                                                        |
| بوينغ 747              | الولايات المتحدة | نقل شخصيات / شحن                       | 747-100 747-100F 747-200F | 6     | —             | طائرتان للتزود بالوقود، وأربع طائرات للنقل. واحدة منها تُستخدم في الحرب الإلكترونية.                                |
| لوكهيد سي-130 هيركوليز | الولايات المتحدة | نقل تكتيكي                             | C-130E C-130H             | 27    | —             | تسع طائرات مرئية على خرائط غوغل في قاعدة مهرآباد الجوية، بعضها يحمل خزانات تحت الجناح، وبعضها يفتقر لمحركات كاملة. |
| لوكهيد جيت ستار        | الولايات المتحدة | نقل شخصيات (VIP)                       | JetStar 8                 | 2     | —             | طائرة واحدة كانت عاملة في 2008                                                                                     |

## الطائرات التدريبية
| الطائرة                                       | بلد المنشأ       | النوع                 | الإصدارات | العددبحاجة لمصدر | سنوات الخدمة | ملاحظات |
| --------------------------------------------- | ---------------- | --------------------- | --------- | ---------------- | ------------ | --- |
| ياك-130                                       | روسيا            | تدريب / دعم أرضي قريب | —         | 2+               | 2023         | استلمت إيران الدفعة الأولى من طائرات التدريب ياك-130 في سبتمبر 2023. |
| فجر F.3                                       | إيران            | تدريب                 | F.3       | 2                | —            | — |
| دورنا                                         | إيران            | تدريب                 | —         | 1                | 2016         | نموذج أولي |
| بارستو-14 (القوة الجوية الإيرانية)            | إيران            | تدريب                 | —         | 12               | —            | 12 طائرة في 2005. |
| ياسين (طائرة تدريب نفاثة)                     | إيران            | تدريب متقدم           | —         | 1+               | —            | تُعرف أيضًا باسم كوثر 88، وهي طائرة تدريب متقدمة وخفيفة صُنعت بواسطة شركة صناعة الطائرات الإيرانية، بناءً على طلب القوات الجوية لجمهورية إيران الإسلامية. تستخدم الطائرة محركين نفاثين بقوة 7000 رطل، وتضاهي في أدائها الطائرة الروسية MiG-AT. تحطمت إحدى الطائرات في عام 2024. |
| شركة صناعات الطائرات الإيرانية / نورثروب إف-5 | إيران            | تدريب متقدم           | —         | 9                | —            | طائرات F-5A تم تحويلها محليًا إلى معيار F-5B. |
| تشنغدو إف                                     | الصين            | تدريب متقدم           | FT-7      | 14               | —            | مدربة ثنائية المقاعد مشتقة من J-7. أُفيد في 2014 بوجود 5 في الخدمة، بينما أشار موقع Scramble إلى 14 طائرة نشطة. |
| طائرات سوكاتا تي بي                           | فرنسا            | تدريب                 | —         | 12               | —            | 12 طائرة تدريب في الخدمة. |
| باك إم إف آي-17 مشكاك                         | باكستان          | تدريب                 | —         | 25               | —            | 25 طائرة تدريب في الخدمة. |
| بيلاتوس بي سي-7                               | سويسرا           | تدريب                 | —         | 45               | —            | — |
| بيتشكرافت بونانزا                             | الولايات المتحدة | تدريب                 | F33       | 28               | —            | — |

## المروحيات
| الطائرة                  | بلد المنشأ       | النوع            | النسخة | العددبحاجة لمصدر | سنوات الخدمة | ملاحظات                                           |
| ------------------------ | ---------------- | ---------------- | ------ | ---------------- | ------------ | ------------------------------------------------- |
| بيل 206                  | إيطاليا          | نقل خفيف / تدريب | AB 206 | 20               | —            | أُنتجت بترخيص في إيطاليا.                          |
| بيل يو إتش-1إن توين هيوي | إيطاليا          | نقل              | AB-212 | 1                | —            | أُنتجت بترخيص في إيطاليا. فُقدت واحدة في مايو 2024. |
| بوينغ سي إتش-47 شينوك    | الولايات المتحدة | نقل ثقيل         | CH-47C | 20–30            | —            | —                                                 |

## أنواع أخرى
اقتنت إيران أيضًا الأنواع التالية من الطائرات العسكرية:
- طائرة واحدة من طراز ايرو إيه 30 من تشيكوسلوفاكيا في عام 1923
- طائرة واحدة من طراز دي هافيلاند كندا دي إتش سي-4 كاريبو في عام 1979

كما يوجد عدد من الأنواع الأخرى التي كانت، أو يُعتقد أنها كانت، في الخدمة ضمن القوات المسلحة الإيرانية في السنوات الأخيرة. بعضها محفوظ في المخازن الاحتياطية، أو يُشغّل من قِبل الجيش أو البحرية. ومن بين هذه الأنواع:
- بيل 204/205، من صنع إيراني، ويُشغَّل من قبل الجيش الإيراني
- شاهد 278
- شاهد 285، أكثر من 40 طائرة تُشغّل من قبل القوات الإيرانية
- طوفان 2، أكثر من 40 طائرة تُشغّل من قبل طيران الجيش الإيراني
- ميكويان ميغ-23، كانت سابقًا ضمن القوات الجوية العراقية
- مي-17، تُشغّل منها 47 طائرة من قبل القوات الجوية لجمهورية إيران الإسلامية
- شنيانغ جية-6
- بوينغ 727، تستخدم للنقل والشحن
- سيكورسكي إس-300

تمتلك إيران أيضًا عددًا من الطائرات بدون طيار الهجومية (UCAVs) والاستطلاعية، تُشغّل من قبل طيران الجيش الإيراني.